# NGC 6489
NGC 6489 é uma galáxia elíptica (E-S0) localizada na direcção da constelação de Draco. Possui uma declinação de +60° 05' 33" e uma ascensão recta de 17 horas, 50 minutos e 01,3 segundos.
A galáxia NGC 6489 foi descoberta em 5 de Junho de 1885 por Lewis A. Swift.